# Hua Hin Open 2017
Il Hua Hin Open 2017 è stato un torneo di tennis giocato sul cemento. È stata la seconda edizione del torneo, che fa parte del WTA Challenger Tour 2017. Il torneo si è giocato a Hua Hin, in Thailandia dal 6 al 12 novembre 2017.

## Partecipanti

### Teste di serie
| Nazionalità   | Giocatrice       | Ranking* | Testa di serie |
| ------------- | ---------------- | -------- | -------------- |
| Cina          | Wang Qiang       | 46       | 1              |
| Russia        | Evgeniya Rodina  | 83       | 2              |
| Cina          | Duan Yingying    | 95       | 3              |
| Taipei cinese | Hsieh Su-wei     | 96       | 4              |
| Belgio        | Yanina Wickmayer | 112      | 5              |
| Romania       | Ana Bogdan       | 113      | 6              |
| Giappone      | Misaki Doi       | 119      | 7              |
| Regno Unito   | Naomi Broady     | 120      | 8              |

* Ranking al 30 ottobre 2017.

### Altre partecipanti
Le seguenti giocatrici hanno ricevuto una wildcard per il tabellone principale:
- Chompoothip Jandakate
- Peangtarn Plipuech
- Wang Qiang
- Yanin Wisitwarapron
- Varatchaya Wongteanchai

Le seguenti giocatrici sono passate dalle qualificazioni:
- Emina Bektas
- Veronika Kudermetova
- Giuliana Olmos
- Fanny Stollár

## Campioni

### Singolare
Belinda Bencic ha battuto in finale  Hsieh Su-wei con il punteggio di 6–3, 6–4.

### Doppio
Duan Yingying /  Wang Yafan hanno battuto in finale  Dalila Jakupović /  Irina Chromačëva con il punteggio di 6–3, 6–3.